# Ross Ford
Ross William Ford (Edinburgh, 23 april 1984) is een Schots rugbyspeler. Hij speelt momenteel voor Edinburgh Rugby en het Schots rugbyteam.
Ford werd in 2009 ook geselecteerd voor de British and Irish Lions, een team met de beste Britse en Ierse rugbyspelers.

## Clubcarrière
| Jaren        | Club            |
| ------------ | --------------- |
| 2004 - 2007  | Border Reivers  |
| 2007 - heden | Edinburgh Rugby |

## Biografie
Ford groeide op in Kelso en ging op de Kelso High School naar school. Hij speelde toen bij de amateurrugbyclub Kelso RFC.
Toen Ford bij het Schots rugbyteam onder 18 zat, was hij daar de aanvoerder. In 2007 mocht Ford zijn eerste wedstrijd spelen bij het Schots rugbyteam. Hij scoorde zijn eerste goal voor het Schots team tegen de Portugese ploeg.